# Municipio de Sugar Loaf (Illinois)
El municipio de Sugar Loaf (en inglés: Sugar Loaf Township) es un municipio ubicado en el condado de St. Clair en el estado estadounidense de Illinois. En el año 2010 tenía una población de 7322 habitantes y una densidad poblacional de 88,98 personas por km².

## Geografía
Según la Oficina del Censo de los Estados Unidos, el municipio tiene una superficie total de 82.28 km², de la cual 79,45 km² corresponden a tierra firme y (3,45 %) 2,84 km² es agua.

## Demografía
Según el censo de 2010, había 7322 personas residiendo en el municipio de Sugar Loaf. La densidad de población era de 88,98 hab./km². De los 7322 habitantes, el municipio de Sugar Loaf estaba compuesto por el 95,42 % blancos, el 2,14 % eran afroamericanos, el 0,31 % eran amerindios, el 0,26 % eran asiáticos, el 0,2 % eran de otras razas y el 1,65 % eran de una mezcla de razas. Del total de la población el 1,5 % eran hispanos o latinos de cualquier raza.